# Коротконадкрил великий
Коротконадкрил великий (Necydalis major Linnaeus, 1758 = Necydalis salicis Mulsant, 1839 = ?Necydalis xantha Semenov, 1898 = Necydalis ichneumonea Degeer, 1775 = Molorchus duponti Mulsant, 1839 = Molorchus abbreviatus (Fabricius) Boheman, 1850 = Leptura abbreviata Fabricius, 1775) — жук з родини вусачів.

## Поширення

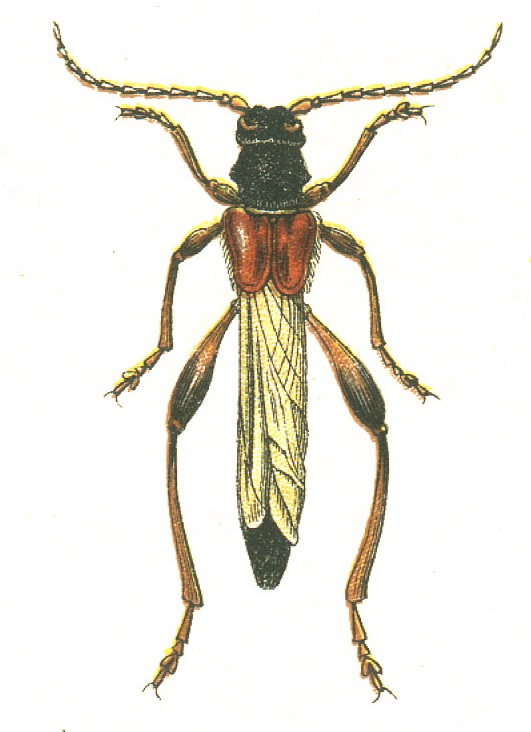
Імаго Коротконадкрила великого

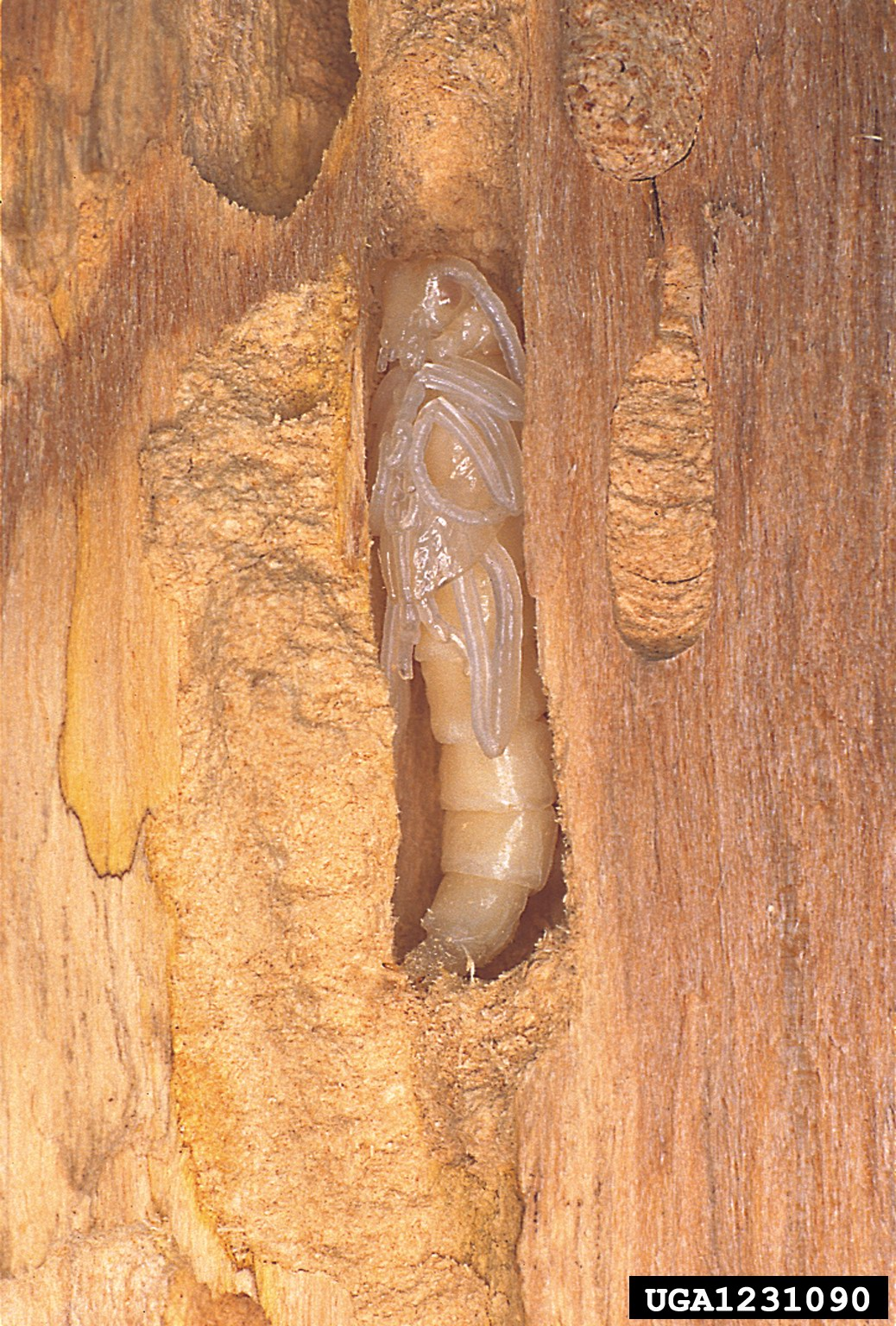
Лялечка Коротконадкрила великого

N. major – вид пан'європейської групи у складі європейського зоогеографічного комплексу. Ареал охоплює всю Європу та Кавказ.
В Карпатському Єврорегіоні зустрічається спорадично у передгірних районах, проте не є рідкісним. Єдине знаходження відоме з гірської місцевості — в околицях с. Осмолода — вказується у публікації М. Ломницького за 1880 рік.

## Екологія
Вид прив’язаний до листяних лісових угруповань. Дорослі комахи зустрічаються на стовбурах дерев, квіти, зазвичай, не відвідують. Літ триває з червня по серпень.

## Морфологія

### Імаго
N. major належить до великих видів. Тіло має 21-32 мм довжини. Черевце довге і вузьке, його основа помітно вужча заднього краю задньогрудей. Надкрила сильно вкорочені, звичайно не заходять своєю вершиною за задній край задньогрудей. Крила лежать відкрито і прикривають черевце. Передньоспинка довга, циліндрична. Скроні сильно виступають в сторони. Ноги, особливо задні, довгі. Стегна булавоподібні, 1-й членик задньої лапки довший за другий і третій разом взяті. Загальне забарвлення тіла – чорне. Надкрила, ноги, вусики наполовину (♂) або цілком (♀), а також перші членики черевця буро-червоні. 

### Личинка
Тіло личинки призматичне. При основі лоба невеликий кіль. Є шість епістомальних щетинок. Вусики 3-членикові, довгі. Ґула широка з припіднятими і затемненими краями. Мала максила широка, товста, на верхівці вкрита щетинками. З кожної сторони голови по одному вічку. Потиличний отвір не розділений, суцільний. Мандибули міцні, на вершині зрізані, з гострим дорзальним зубцем, зсередини із косими кілями. Ноги розвинені. Дорзальні мозолі черевця з характерним малюнком гранул і мікроскопічних шипиків. На 6-9-му сегментах є опуклі поздовжньо витягнуті епіплеври. 9-й сегмент не озброєний. Довжина – 20-38, ширина – 5-7 мм. 

## Життєвий цикл
Личинки заселяють різні види листяних дерев: липу (Tilia), вербу (Salix), дуб (Quercus), тополю та осику (Populus), але перевагу надає вільсі клейкій (Alnus glutinosa). Розвиток відбувається у мертвій сухій або частково згнилій деревині стовбурів та товстих гілок. Життєвий цикл триває 3 роки.

### Цитована література
1. ↑  Łomnicki M. Sprawozdanie z wycieczki entomologicznej w góry Stryjskie podjętej w r. 1880 // Sprawozdanie Komisyi Fizyjograficznej. – Kraków, 1882. – 16. – S. 240-254

### Основна література
1. Бартенев А.Ф. Обзор видов жуков-усачей (Coleoptera: Cerambycidae) фауны Украины // Вісті Харківського ентомологічного товариства. — 2003 (2004). — 11, № 1-2. — с. 24-43
2. Загайкевич І.К. До вивчення вусачів (Cerambycidae) Станіславської обл. // Проблеми ентомології на Україні. — К.: Вид-во АН УРСР, 1959. — с. 45-47;
3. Загайкевич І.К. Таксономия и экология усачей. — К.: Наукова Думка, 1991. — 420 с.;
4. Заморока А.М. Висотно-домінантний розподіл фауни жуків-вусачів на північно-східному меґасхилі Українських Карпат та південно-західній окраїні Східноєвропейської платформи // Вісн. Прикарпатського у-ту, серія біол. № 3 — Івано-Франківськ, 2003. — с. 112—127;
5. Заморока А.М. Вплив комплексного висотного градієнту на формування домінантних форм жуків-вусачів (Coleoptera: Cerambycidae) на північно-східному макросхилі Українських Карпат та Передкарпатті // II міжнародна наукова конференція студентів та аспірантів «Молодь і поступ біології». — Львів, 2006. — с. 251—252;
6. Заморока А.М. Жуки-вусачі Івано-Франківської області // мат. конф. «Проблеми вивчення та охорони біорізноманіття Карпат і прилеглих територій». — Івано-Франківськ, 2007. — с. 131—132;
7. Łomnicki M. Catalogus Coleopterorum Haliciae. — Leopoli, 1884. — S. 1-43;
8. Nowicki M. Verzeichniss galizischer Käfer // Beitrage zur Insektenfauna Galiziens. — Krakow, 1873. — S. 7-52.